# Worms World Party
Worms World Party è un videogioco strategico a turni sviluppato dal Team17 e pubblicato da Titus Interactive nel 2001. Il videogioco fa parte della serie Worms.
Il videogioco a prima vista è molto simile al predecessore Worms Armageddon ma la modalità multiplayer viene notevolmente migliorata. Il gioco gestisce fino a 6 giocatori in una partita su rete locale o su internet. Per giocare tramite internet il gioco si avvale di WormNET una rete sviluppata appositamente da Team17.
Il gioco aggiunge inoltre altre modalità di gioco come "Goliath Mode" e "Bleeding Worms". Vengono forniti nuovi livelli e nuove missioni per i giocatori singoli.